# Hygrochroma olivinaria
Hygrochroma olivinaria là một loài bướm đêm trong họ Geometridae.